# T & J Sportscars

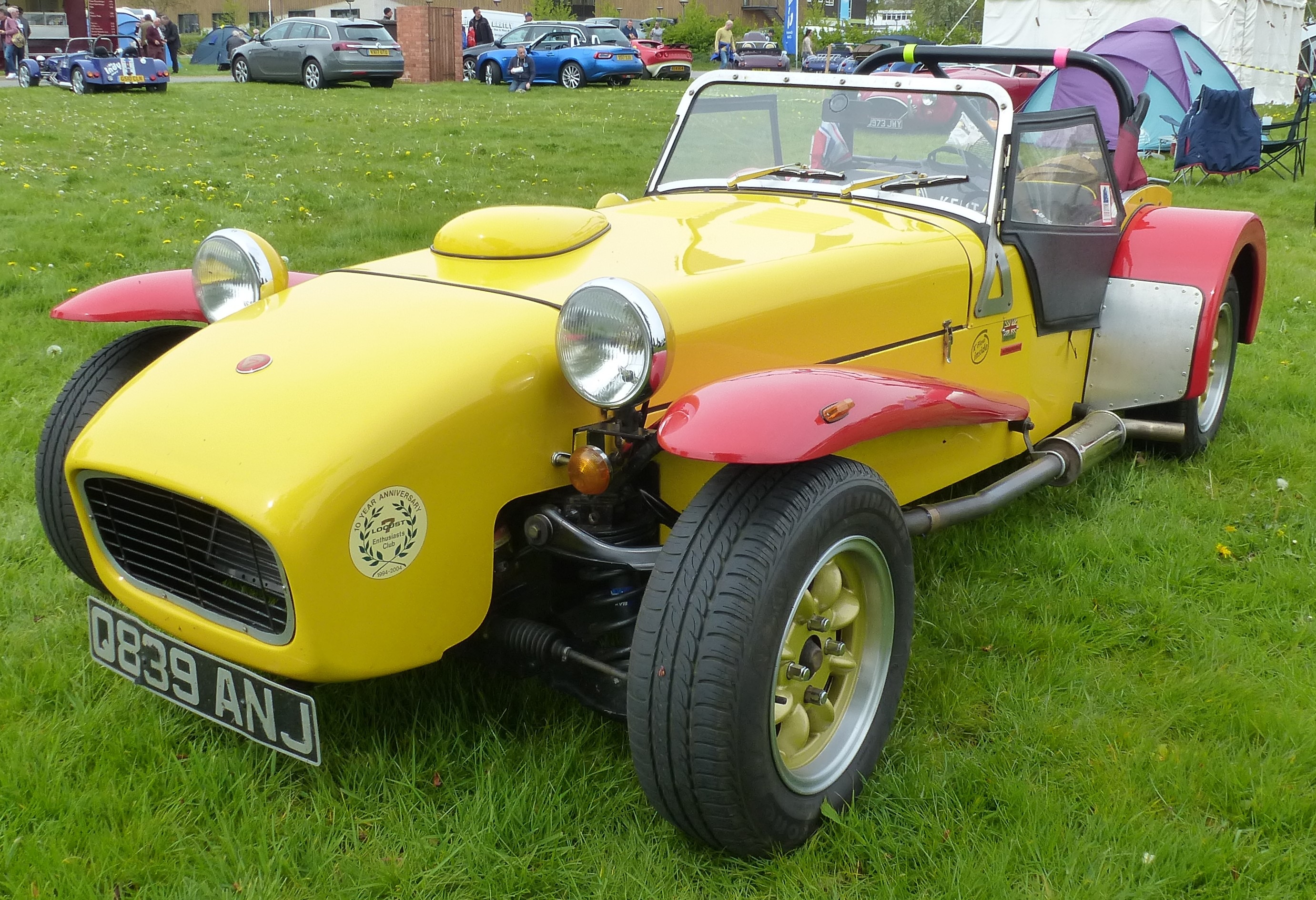
T & J Locust

T & J Sportscars war ein britischer Hersteller von Automobilen.

## Unternehmensgeschichte
Das Ehepaar Trevor und Denise Barnes sowie Josef Horvath gründeten 1989 das Unternehmen in Rotherham in der Grafschaft South Yorkshire. Sie übernahmen Projekte von JC Sportscars und begannen mit der Produktion von Automobilen und Kits. Der Markenname lautete T & J. 1992 oder 1994 endete die Produktion.

## Fahrzeuge
T & J Sportscars übernahm 1989 das Modell Locust von JC Sportscars. Dies war ein vom Lotus Seven inspirierter offener zweisitziger Sportwagen. Als Besonderheit wurden teilweise nur Pläne zum Bau der Fahrzeuge verkauft. Anfangs kamen viele Teile vom Triumph Herald, später vom Ford Escort und Ford Cortina. White Rose Vehicles von 1993 bis 2000, Roadtech Engineering von 2001 bis 2006 sowie BWE Sportscars seit 2000 setzten die Produktion fort.
Der Midge war ebenfalls von JC Sportscars entworfen worden und wurde entweder 1989 oder 1992 übernommen. Dies war ein Roadster im Stil der 1930er Jahre, der ebenfalls als Bausatz und als Bauplan verkauft wurde. Auch hier kamen viele Teile vom Triumph Herald und vom Ford Escort. White Rose Vehicles von 1993 bis 2000 und Midge Owners’ and Builders’ Club seit 2000 führten die Produktion fort.
Der Hornet war eine Eigenentwicklung. Er ähnelte dem Locust, war aber einfacher herzustellen. Er erschien 1990 oder 1991. Viele Teile kamen vom Ford Cortina. Verschiedene Motoren von Fiat, Ford und Toyota trieben die Fahrzeuge an. BWE Sportscars setzte die Produktion ab 1992 oder 1994 fort.
Eine Quelle nennt zusätzlich das Modell Tempest.